# Lista över rollfigurer i Mario-serien
Följande artikel är en lista över rollfigurer från TV-spelserien Mario, utvecklad av Nintendo.

## Protagonister

### Mario
Mario är huvudpersonen i spelserien. Han har röda kläder som ursprungligen skapades av Shigeru Miyamoto till spelet Donkey Kong, där Mario är en snickare. Senare har han dock bytt yrke till rörmokare. Mario har haft huvudrollen i många TV-spel, framför allt i plattformsspel.
Mario bor på planeten Mushroom World, där han är sedd som en hjälte. Speciellt i Mushroom Worlds största rike, Mushroom Kingdom, där han ofta får rädda rikets prinsessa, Peach. Hon kidnappas ständigt av den onde Bowser, som härskar i Dark Land, ett angränsande land till Mushroom Kingdom.

### Luigi
Luigi är Marios bror. Luigi är grönklädd med blått arbetarställ, och är i de flesta spel längre och smalare än Mario. Luigi har varit på många räddningsexpeditioner tillsammans med sin trogne broder Mario, för att rädda den vackra prinsessan Peach och de små svampfigurerna Toads.

### Toads
Toads är humanoida svampfigurer som förekommer i de flesta Mario-spelen. De föreställer en sorts levande flugsvamp med fötter, armar, ögon och mun. De är invånare i Mushroom Kingdom och vissa är även tjänare åt Peach i hennes slott. De bär mössor i olika färger: röd-vit, lila-vit, gul-vit, grön-vit och blå-vit. Röd-vit är vanligast. De klär sig i tunna västar, som oftast motsvarar färgen på deras mössor, och skor.

### Peach
Princess Peach  (japanska: ピーチ姫, Pīchi-Hime) är prinsessan av Mushroom Kingdom. Peach dök för första gången upp i spelet Super Mario Bros. från 1985 och har sedan dess medverkat i de flesta Mario-spelen. Hon är regent i kungariket Mushroom Kingdom och blir kidnappad av Bowser i äventyrsspelen. Peach är också en av de vanligaste spelbara karaktärerna i till exempel Mario Kart, Mario Party, Mario Golf, Mario Tennis och Super Smash Bros.-spelen. Enligt Nintendos europeiska hemsida är Peach Marios flickvän.

### Yoshi
Yoshi är en dinosaurieart från ön Yoshi's Island. Yoshis syntes första gången i Super Mario World från år 1990. Arten är mycket fredlig, och har hjälpt Mario många gånger. Kazumi Totaka gör rösten till Yoshi.

### Daisy
Princess Daisy (japanska:デイジー姫, Deijī-Hime) är prinsessa i Sarasaland, även om hon bor i Mushroom Kingdom. Daisy sågs för första gången i Super Mario Land, till Game Boy, från år 1989. Hon blev där räddad av Mario från den onde Tatanga. Hon är god vän med Prinsessan Peach, Mario och Luigi. Daisy skapades inte av Shigeru Miyamoto, utan av Miyamotos mentor Gunpei Yokoi. 
Hon har rödbrunt hår, en gul och orange klänning (ibland även en gul och vit), orange skor och gröna örhängen (ibland blåa). Man brukar säga att hon är Luigis flickvän.

## Bifigurer

### Pauline
Pauline är damen i nöd i arkadspelet Donkey kong såväl som Game Boy-spelet från 1994 med samma namn. Hon var då Marios flickvän, som senare försvunnit ur spelserien, men gjort några inhopp.

### Professor E. Gadd
Professor Elvin Gadd är en forskare som hjälper Mario och hans vänner med diverse uppfinningar. Hans första framträdande görs i GameCube-spelet Luigi's Mansion, där han ger Luigi en av sina uppfinningar, spökdammsugaren Poltergust 3000. Han har även uppfunnit bland annat F.L.U.D.D. och Magic Paintbrush.

### Rosalina
Rosalina är adoptivmamma till rasen Luma i Super Mario Galaxy. Hennes "jobb" är att se över Mushroom Universe. Hon är även en spelbar karaktär i Mario Kart Wii, Mario Kart 7, Mario Kart 8 och "Super Mario 3D World".

### Bob-omb Buddy
En Bob-omb Buddy är en slags levande bomb med fötter och ögon. Till skillnad från sin svarta motsvarighet är de rosa till färgen, vänligt sinnade och hjälper ofta Mario i olika spel. De sågs första gången i Super Mario 64 där de hjälpte Mario att, genom att aktivera kanoner, nå saker han annars inte kunde nå. Bob-omb Buddies är en motståndsgrupp till King Bob-omb, Bob-ombernas kung och ligger därför i ständigt krig med hans svarta Bob-omber.

## Antagonister

### Bowser
Bowser är huvudantagonisten i Mario-serien. Han bor i sitt eget land, Dark Land, som han regerar över.

### Koopalings
The Koopalings kallas Bowsers släktingar och förmodligen adoptivbarn som syntes första gången i Super Mario Bros. 3.
- Iggy Koopa (fick sitt namn efter artisten Iggy Pop)[1]
- Morton Koopa Jr. (fick sitt namn efter pratshowvärden Morton Downey, Jr.)[1]
- Wendy O. Koopa (fick sitt namn efter artisten Wendy O. Williams)[1]
- Larry Koopa (fick sitt namn efter musikern Larry Mullen)[1]
- Lemmy Koopa (fick sitt namn efter artisten Lemmy Kilmister)[1]
- Roy Koopa (fick sitt namn efter artisten Roy Orbison)[1]
- Ludwig von Koopa (fick sitt namn efter kompositören Ludwig van Beethoven)[1]

Observera att Bowser Jr. inte ingår i de så kallade Koopalings.

### Bowser Jr.
Bowser Jr. är en av Bowsers söner. Utseendemässigt är han lik Baby Bowser, med en sjalett knuten runt halsen.
Han gjorde sitt första framträdande i Super Mario Sunshine, under förklädnaden Shadow Mario, då han ställde till med trubbel på semesterparadiset Isle Delfino. Efter att ha kidnappat Peach och flytt ut till Pinna Park och slagits mot Mario i en jättelik berg- och dalbana, med en stor Bowser-robot, Mecha Bowser, till sin hjälp, avslöjade han sin identitet för Mario. Efter det flydde han till vulkanen Corona Mountain i en luftballong. Till en början trodde Bowser Jr. att Peach i själva verket var hans mamma, men detta visade sig senare vara en lögn, då Bowser erkände för sin son i slutsekvensen att han ljugit om det för att komma åt Peach. Detta hade dock Bowser Jr. redan listat ut. Trots det svor Bowser Jr. att försöka göra livet surt för Mario, som hade stoppat hans kidnappningsförsök.

### Boom Boom
Boom Boom är en nära vän till Bowser och en högt rankad medlem i dennes armé, The Koopa Troop. I spelet Super Mario Bros. 3 och i TV-serien The Adventures of Super Mario Bros. 3 slog han följe med Bowser och dennes barn för att hjälpa dem att vakta borgar i de olika världarna Mario besökte. Han besegras genom att spelaren hoppar på honom tre gånger. För varje gång spelaren besegrar Boom Boom lämnar han ett litet föremål spelaren har nytta av.
Han har fått en bar uppkallad efter sig i filmen Super Mario Bros., kallad Boom Boom Bar.

### Birdo
Birdo, i Japan känd som Catherine (キャサリン, kyasarin), är ras som dök upp första gången i Super Mario Bros. 2. Birdo kallar sig själv Birdetta. Han uppträder för första gången som en mellanboss i Yume Kōjō: Doki Doki Panic, och anfaller där spelaren genom att skjuta ägg ut ur sin mun, likt projektiler.

### Fawful
Fawful, i Japan känd som Gerakobits (ゲラコビッツ, gerakobittsu?), var en återkommande karaktär i Mario & Luigi-serien. Hans första framträdande är i Game Boy Advance-spelet Mario & Luigi: Superstar Saga, där han är Cacklettas (en häxa och spelets primära antagonist) favoritundersåte. I uppföljaren till spelet, Mario & Luigi: Partners in Time, dyker han kort upp som en affärsinnehavare, som handlar med bönor. Fawfuls senaste (och sista) framträdande var 2009, i Nintendo DS-spelet Mario & Luigi: Bowser's Inside Story, där han är den primära antagonisten. Fawful illustrerades av Masanari Sato, och lokaliserades till engelska av Bill Trinen och Nate Bihldorff, tillsammans med andra medarbetare på Nintendo of America. Fawful fick en stor skara fans efter sitt framträdande i Mario & Luigi: Superstar Saga, och blev inom kort väldigt citerad på internet.

### Kammy Koopa
Kammy Koopa är en äldre kvinnlig Magikoopa som dyker upp i Paper Mario-spelen, där hon agerar rådgivare åt Bowser.

### Kamek
Kamek är alla Magikoopas ledare, rådgivare och beskyddare åt Bowser. Han dök upp första gången i Super Mario World 2: Yoshi's Island, där han var spelets huvudfiende.

### King Boo
King Boo är alla Boo's kung och allierad med Bowser. King Boo är en stor Boo, ett slags spöke med röd tunga och svarta ögon. I Luigi's Mansion, där han första gången dök upp, hade han dock röda ögon, blå tunga och kristall på huvudet.
I Super Mario 64 DS håller han på Bowsers order Luigi inspärrad i slottet. Han har även gjort framträdanden som en upplåsbar karaktär i Mario Kart: Double Dash!! och Mario Kart Wii, samt som boss i Mario Kart DS i Mission Mode. Han har funnits med som spelbar karaktär i Mario Superstar Baseball och Mario Super Sluggers. Han har varit boss i Super Princess Peach och Mario & Sonic at the Olympic Winter Games. Hans första framträdande i ett Mario Party-spel var i Mario Party 8, i sin egen spelvärld, där han säljer stjärnor till spelaren. Toru Asakawa gör rösten av King Boo.

### Petey Piranha
Petey Piranha är en stor Piranha Plant. Petey har dykt upp i en del Mario-spel där han är en av fienderna. Första gången var i Super Mario Sunshine, där han var en boss under två uppdrag i Bianco Hills. Senare har han även varit med som spelbar karaktär i flera av Mario-sportspelen.

### Waluigi

Waluigis symbol, som syns på bland annat hans mössa.

Waluigi är Warios onda medhjälpare. Till skillnad mot Wario, som är ganska tjock, är han smal och betydligt längre. Hittills har han endast medverkat i olika sportspel och i de flesta delar av spelserien Mario Party. Hans bakgrund är helt oklar och ingen vet om han är släkt med Wario, Mario och Luigi.

### Wario
Wario syntes första gången i Super Mario Land 2: 6 Golden Coins. Han är Marios rival och barndomsvän som blev avundsjuk på Mario och hans framgångar.

### Wart
Wart är en groda som erövrar drömlandet Subcon i Super Mario Bros. 2, där han är huvudantagonist och slutboss. Wart spottar bubblor mot spelaren och hans enda svaghet är grönsaker som spelaren kastar mot hans mun.

### Övriga fiender

#### Bully
En Bully är en demonisk fiende som liknar en järnkula med fötter och två horn. När de attackerar knuffar de iväg spelkaraktären (ofta ner för ett stup eller dylikt). De dök upp första gången i Super Mario 64.
Det finns olika typer av Bullies:
- Vanliga Bullies i samma storlek som spelkaraktären.
- Big Bullies, nästan tre gånger så stor som en vanlig Bully.
- Chill Bullies, Big Bully gjord av is. Har ett horn istället för två.

##### Chief Chilly
Chief Chilly är ledare över alla Bullies och allierad med Bowser. Han är en större variant av en Chill Bully med vita, yviga ögonbryn och mustasch. Han dök upp första gången som en boss i Super Mario 64 DS, där han på Bowsers order höll Wario inspärrad i slottet. Han har sedan dykt upp i Mario Kart DS:s Mission Mode, där Luigi måste besegra honom.

#### Blooper
Blooper (ibland kallad bloober) är en sorts vit bläckfisk, som första gången dök upp i Super Mario Bros.. De hittas i de flesta spel under vattenytan, men i Super Mario Bros.: The Lost Levels finns det också Bloopers som flyger omkring i luften, i samma mönster som de annars simmar i.

#### Boo
Boo har dykt upp i många Mario-spel. De är en typ av spöken, som är väldigt blyga. De kan inte ens se Mario i ansiktet, utan håller då för ögonen. I vissa spel blir de även genomskinliga. De dök upp första gången i Super Mario Bros. 3.
Boo har även förekommit som ett föremål i några av Mario Kart-spelen, där de används för att ta föremål från motståndarna. I några av Mario Party-spelen används de för att ta pengar eller stjärnor från de andra spelarna.
Rösten av Boo görs av Sanae Susaki.

#### Bullet Bill
Bullet Bill är en fiende som för första gången dök upp i Super Mario Bros.
Det är en form av en levande projektil, med ögon, armar och i vissa fall mun, som skjuts ut från kanoner. De besegras genom att Mario hoppar på den eller genom att Mario nuddar den när han har en stjärna, Star.

#### Chain Chomp
Chain Chomp är en fiende som ser ut som ett stort järnklot, med en stor mun och vassa tänder. Den är ofta bunden med en stor kedja vid en påle i spelen. Den dök upp första gången i spelet Super Mario Bros. 3 och har sedan dess varit med i bland annat Super Mario 64, Mario Kart: Double Dash!! och New Super Mario Bros. Wii. I Mario Kart: Double Dash!! kan Baby Mario och Baby Luigi dessutom få en Chain Chomp som ett specialföremål.

#### Cheep-Cheep
Cheep-Cheep är en typ av fisk, som dök upp i Super Mario Bros. första gången. De simmar i vattnet i underwater-banorna, samt hoppar upp ur vattnet på vissa banor.

#### Dry Bones
Dry Bones har varit med som fiende i en mängd av Mario-spel. Dry Bones är en skelett-koopa. Om Mario eller Luigi attackerar Dry Bones så ramlar den ihop i en hög av ben och förvandlas tillbaka till en Dry Bones en liten stund senare.

#### Goomba
Goombas, i Japan kända som Kuribō (クリボー? Bokstavligen "kastanjefolk"), är en fiktiv art i Mario-spelen. De dök först upp i NES-spelet Super Mario Bros. De har framträtt utanför spel, inklusive film, TV och annan media. De är bruna, och ses i de flesta av TV-spelen vandra utan något bestämt mål. De är baserade på shiitake-svampar, och skapades i slutet av Super Mario Bros.s utveckling, för att få en enkel fiende som är lätt att besegra.
Arten räknas som en av de mest ikoniska elementen i Mario-serien, då de framträder i nästan alla av spelen i serien, och ofta rankas som en av de kändaste TV-spelsfienderna någonsin. Goombas har jämförts med andra generiska fiender i andra TV-spel, såsom Met från Mega Man-serien, och Monstars från Braid.
Det finns också bevingade Goombas, Paragoombas.

#### Koopa
En Koopa är en sköldpaddsliknande varelse och de flesta av dem är med i Bowsers trupp; därför kallas de oftast Koopa Troopa. Koopa Troopas kan vara röda, gröna, blå, svarta och gula. Deras skal kan skjutas iväg som projektiler. Mario kan få en Koopas tekniker i New Super Mario Bros.. Mario har Koopas som partner i Paper Mario och i Paper Mario: The Thousand-Year Door. Det finns olika sorters Koopas:
- Koopa Troopa, vanliga Koopas med gröna skal, har en kvinnlig motsvarighet som heter Troopea och som förekommer i Mario & Luigi: Superstar Saga.
- Paratroopa, bevingade Koopas med röda skal, har en kvinnlig motsvarighet som heter Paratroopea och som förekommer i Mario & Luigi: Superstar Saga.
- Magikoopa, Koopas med magiska förmågor och ofta med trollstavar.
- Hammer Bro., Koopas som kastar hammare och har en hjälm/skal på huvudet.
- Boomerang Bro., Koopas som kastar bumeranger.
- Fire Bro. Koopas som kastar eldbollar, fireballs, som Fire Mario.
- Koopa Striker.
- Mecha-Koopa, robotar som föreställer Koopas.
- Lakitu, glasögonbärande Koopas som flyger i ett moln och släpper ner Spinies, små igelkottliknande varelser.

I spelet Mario Party Advance finns det bara en Koopa av var sort, och dessa är goda.
I några av Mario Party-spelen finns det en vanlig Koopa som hjälper spelarna genom att vara deras "guide" genom spelen.
I Mario Kart: Double Dash!! till Nintendo Gamecube finns Koopa Troopa och Paratroopa som spelbara karaktärer. De har Triple Green Shells och Triple Red Shells som specialföremål.

#### Monty Mole
Monty Mole är en mullvadsras som för första gången dök upp i Super Mario Bros. 3. De brukar oftast kasta skiftnycklar efter Mario.

#### Piranha Plant
Piranha Plant är en köttätande växtart som oftast porträtteras med grön stjälk, rött huvud med vita prickar och en stor mun med många vassa tänder. De sticker oftast upp sina huvuden ur Warp Pipes, men kan även ses komma upp från marken. Vissa typer av dessa plantor spottar eldbollar, fireballs.

#### Pokey
Pokey, i japan känd som Sanbo (サンボ?), är en kaktus som första gången ses i Yume Kōjō: Doki Doki Panic, vilket senare blev Super Mario Bros. 2. Pokeys består av flera gula eller gröna segment som kan lösgöras från den. Pokey har framträtt som fiender i bland annat i Mario Kart-spelen och i Mario Party-serien. I New Super Mario Bros. uppträder en mumifierad Pokey som boss och kallas Mummipokey.

#### Shy Guy

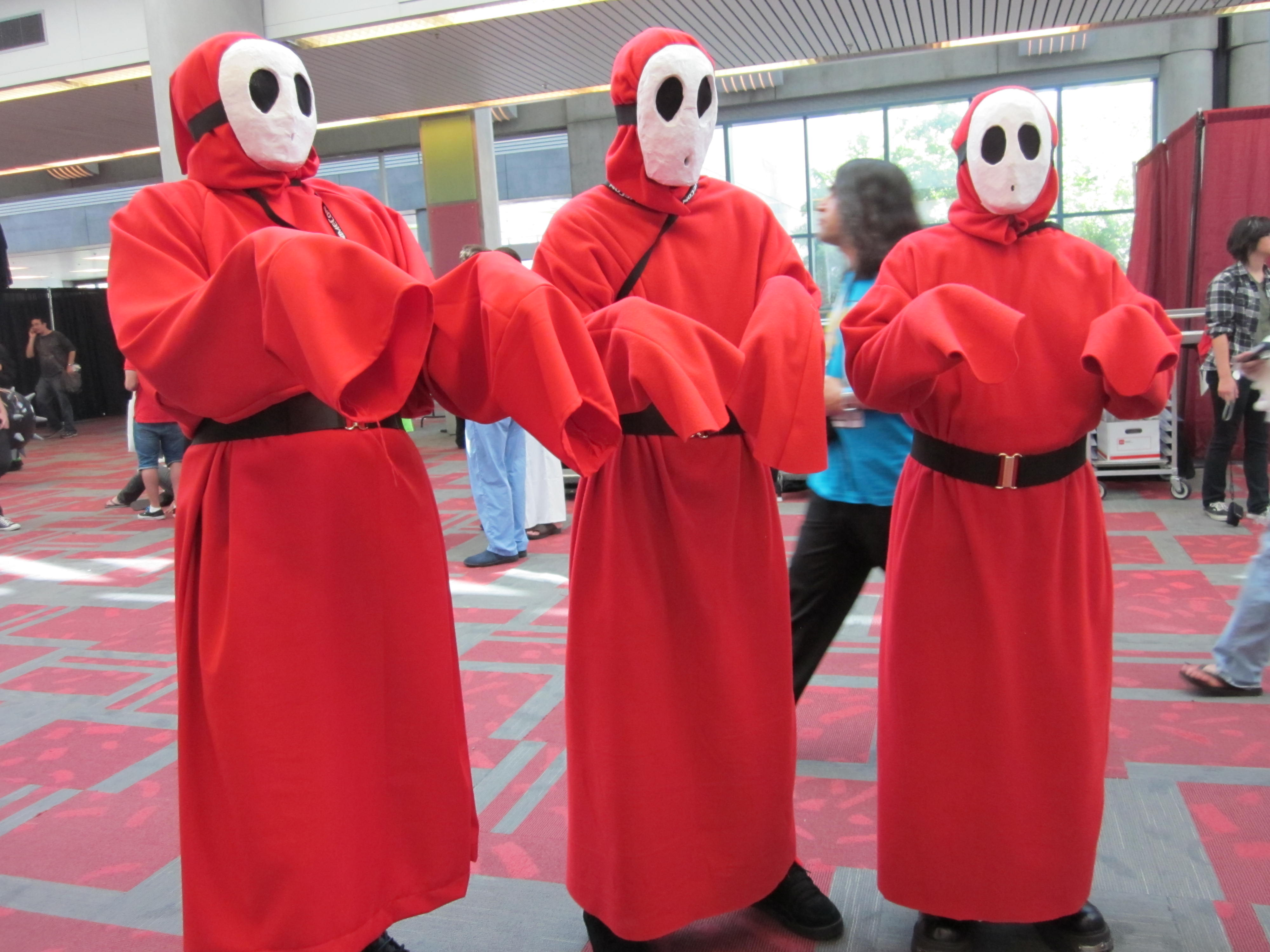
Personer utklädda till Shy Guys.

Shy Guy är en figur som är, precis som Pokey, sprungen ur icke-Mario-spelet Yume Kōjō: Doki Doki Panic, som är känt som Super Mario Bros. 2 utanför Japan. De bär masker för ansiktena då de som namnet antyder är mycket blyga. Shy Guys lyder under Kamek och Bowser. Förutom de vanliga Shy Guys finns det andra varianter:
- Fly Guy - har en propellerhatt. I vissa spel kan spelaren hoppa på deras propeller så att spelaren för en kort stund flyger upp i luften.
- Spear Guys - har spjut och kan ses nära djungeltempel.
- Dancing Spear Guys - dansande version av Spear Guys. En Dancing Spear Guys, vid namn Hulu, lär spelaren att dansa i Mario Party Advance.
- Petal Guy - har en blomsterhatt. De kan gömma sig under den, och sedan hoppa fram i ett överraskningsanfall.

##### Snifit
Snifit är en avlägsen släkting till Shy Guy. De bär masker med pistolpipor vid munnen, som de kan skjuta kanonkulor med. De finns också som varianten Ice Snifit som dyker upp i spelet Mario & Luigi: Superstar Saga.

#### Bob-omb
En Bob-omb är en slags levande bomb med fötter och ögon. De springer efter närmaste spelarkaraktär de får syn på och sprängs när de är i närheten. Bob-omber, som är svarta, ligger i ständigt krig mot Bob-omb Buddies, som är rosa.

##### King Bob-omb
King Bob-omb är kung över alla Bob-ombs och Bowsers undersåte. Han dyker upp som en mini-boss i den första banan i Super Mario 64, där spelaren besegrar honom genom att kasta omkull honom tre gånger. King Bob-omb har formen av ett stort järnklot med fötter, ögon, mustasch och en krona på huvudet. Han behandlade alltid alla Bob-omb Buddies som vad som kan likna slavarbetare åt sig själv och alla Bob-ombs, vilket ledde till att Bob-omb Buddies gjorde uppror mot honom och bildade en motståndsgrupp. I Super Mario 64 allierade han sig med Bowser för att kunna ta del av kraften från kraftstjärnorna, och med den kunna slå ner upproret. Kriget har sedan fortsatt i några spel, bland annat i Mario Party. 

#### Thwomp
Thwomps är stora stenblock med arga ansikten. I spelen svävar de i luften, ofta under tak, och faller ned när en spelarkaraktär går under dem. De gör sitt första framträdande i Super Mario Bros. 3. De förekommer i färgerna grå och blå.

#### Wiggler
En Wiggler är en larvliknande varelse med segmenterad gul kropp och stor röd näsa. De blir röda när de blir arga. De kan förvandla sig till fjärilar, och kallas då för "Flutter".

#### Whomp
Whomps är stenblock med fötter, inspirerade från Nurikabe ur japansk lore. De sågs första gången i Super Mario 64 som undersåtar till King Whomp, med bandage på ryggen som indikerar deras svaga punkt. De har sedan återkommit i ett fåtal spel.

##### King Whomp
King Whomp är kung över alla Whomps och är en av Bowsers undersåtar. Han har formen av ett gigantiskt stenblock med fötter och armar. King Whomp dyker upp som en boss i den andra banan, Whomps Fortress, i Super Mario 64. Han besegras där genom att spelaren utnyttjar hans svaga punkt på ryggen, precis som en vanlig Whomp. Skillnaden är att det måste upprepas tre gånger. I Super Mario 64 DS bär han en gyllene krona och hans armar och ben ser mera ut som om de är gjorda av sten.
I Super Mario Galaxy 2 dyker han upp som en boss i Throwback Galaxy, en värld som är nästan identisk med Whomps Fortress från Super Mario 64, med några undantag. Striden mot King Whomp äger exempelvis rum under fortet istället för ovanpå det. King Whomp är också mycket större och svårare att besegra än i Super Mario 64.
King Whomp har också medverkat i Mario Party 3, där han i världen Creepy Cavern ligger och sover i mitten av spelplanen och fungerar som en bro som kan vridas för att kunna komma till olika ställen av spelplanen.